# Letalnica bratov Gorišek
Letalnica bratov Gorišek (tudi: Letalnica, Velikanka, Velikanka bratov Gorišek) je letalnica in največja izmed osmih naprav v Nordijskem centru Planica, zgrajena je bila leta 1969. Naprava je bila poimenovana in skonstruirana po načrtih bratov Vlada in Janeza Goriška. Spet nosi primat največje letalnice na svetu s svetovnim rekordom Domna Prevca pri 254,5 metra.
Na tej letalnici je bilo postavljenih 29 svetovnih rekordov, kar je največ v zgodovini katerekoli izmed skakalnic na svetu in še 14 neveljavnih rekordnih doseženih dolžin s padcem ali dotikom.
6. marca 1969, na preizkusu letalnice, je jugoslovanski skakalec Miro Oman imel to čast da novo letalnico krsti že dva tedna pred tekmovanjem in pristal pri 135 metrih, kar je bil hkrati tudi njegov zadnji skok v karieri. Leta 1972 je bilo na tej napravi organizirano sploh prvo Svetovno prvenstvo v smučarskih poletih v zgodovini. Ko je Matti Nykänen na SP v poletih 1985 poletel 191 metrov in postavil svetovni rekord je ustanovitelj svetovnega pokala, norvežan Torbjørn Yggeseth, v želji po zaustavitvi svetovnih rekordov, naslednje leto sprejel pravilo, kjer poletov daljših od te daljave ni točkovala. Na tem objektu je človek prvič v zgodovini smučarskih skokov poletel preko 200 metrov. Kot prvemu nasploh je to uspelo Andreas Goldbergerju, ki je 17. marca 1994 na prostem treningu pred SP v poletih, ta je štel hkrati za svetovni pokal, poletel 202 metra, a pri tem podrsal z rokami. Samo nekaj minut kasneje je finski skakalec Toni Nieminen pri 203 metrih obstal na nogah in uradno postal prvi zemljan, ki je preletel to magično mejo. Letalnica je do zdaj gostila rekordnih 6 svetovnih prvenstev in prav tako rekordnih 19 krat finale svetovnega pokala.
Na tej letalnici, se je prvič v zgodovini letelo čez 160, 170, 180, 190, 200, 210, 220 in 230 metrov, v nekaterih primerih tudi s padcem. Leta 2015 so po dveletni prenovi odprli prenovljeno letalnico, ki naj bi omogočala polete preko 250 metrov in mogoče tudi nove svetovne rekorde. Na prvem uradnem tekmovanju po povečavi in prenovi, so se tej daljavi povsem približali.
Leta 1985, je Planica dosegla rekord prizorišča, tako po enodnevnem obisku, ko se je zbralo kar 80.000 ljudi, kot po skupnem obisku, ko se je v treh dneh zbralo skoraj 150.000 ljudi.
Na tej napravi so 19. septembra 2015 uradno odprli najstrmejši zip-line na svetu s povprečnim naklonom 38,33% (20,9°) in z maksimalnim naklonom 58,6% (30,5°).

## Zgodovina

### 1969–1972: Otvoritev in prvo svetovno prvenstvo
Velikanka bratov Gorišek (prvotno ime), je bila načrtovana kot naslednica Bloudkove velikanke, skonstruirala pa sta jo brata Vlado in Janez Gorišek. Kot naslednik Stanka Bloudka je takrat Stano Pelan, vodilni inženir v Planici, bratoma Gorišek predlagal, da naj povečajo Bloudkovo velikanko, a so uvideli da ne bi imeli dosti manevrskega prostora. Zato so se odločili za povsem novo napravo na novi lokaciji, le streljaj stran.
Inženir Janez Gorišek je takrat služboval v Libiji in tam pravzaprav narisal načrt nove Letalnice. Njegov starejši brat in velik vzornik Vlado Gorišek je tako po načrtih mlajšega brata Janeza kar sam vodil gradnjo planiške velikanke. Izmenjavala sta si dolga pisma in tako je Janez spremljal kaj se dogaja na samem gradbišču. Gradnja se je začela leta 1967 in končala pozno leta 1968. Zgledovala sta se po Bloudku z željo nadaljevati njegovo planiško dediščino. Prvotno je bilo kalkulacijska točka pri 153 metrih, največji naklon doskočišča je znašal nekaj čez 42 stopinj, dolžina naleta je znašala 145 metrov, višinska razlika med mizo in iztekom pa 127 metrov. Februarja 1969 so pri natanko 100 metrih postavili še nov sodniški stolp višine 12 metrov in širine 8 metrov.
6. marca 1969, že dva tedna pred prvim uradno otvoritvijo so prvič so preizkusili letalnico. Miro Oman je imel čast, da je iz drugega naleta pristal pri 135 metrih ter s tem postavil prvi rekord te naprave. To pa je bil istočasno tudi njegov zadnji skok v karieri. Velikanko so uradno odprli 21. marca 1969 na treh enakovrednih dneh tekmovanja Smučarski poleti KOP oz. Mednarodni teden smučarskih poletov. Nastopilo je 60 tekmovalcev iz 15 držav, zmagal pa je Jiří Raška. V treh dneh tekmovanja se je zbralo skupaj 90 tisoč gledalcev. Tekmovanje je potekalo tako da so vse tri dni tekmovalci vsak dan opravili po 3 polete. Za končni rezultat se je štel 1 najboljši polet iz prvega dne, ter po 2 najboljša iz drugega in tretjega dne tekmovanja. Doseženih je bilo kar pet svetovnih rekordov, Manfred Wolf je na zadnji dan tekmovanja postavil piko na i pri rekordni znamki 165 metrov.
Svetovno prvenstvo v smučarskih poletih 1972, ki ga je organizirala Planica, je bilo sploh prvo v zgodovini te discipline. Walter Steiner je postal prvi svetovni prvak. K-točka pa je bila takrat pri 165 metrih.

### 1974–1979: Steiner, Norčič in svetovno prvenstvo
Leta 1974 je bil v Planici že drugič organiziran KOP Mednarodni teden smučarskih poletov, ponovno pa je slavil švicar Walter Steiner, skupaj pa se je zbralo 115.000 gledalcev. Že prvi dan, 15. marca je v poizkusni seriji skočil 169 m in izenačil svetovni rekord Heinza Wossipiwa iz Vzhodne Nemčije, doseženega v Oberstdorfu leto pred tem. Steiner pa je malce  kasneje v drugi seriji padel pri neverjetni dolžini svetovnega rekorda 177 m.
Leta 1977 je bil v Planici že tretjič organiziran KOP mednarodni teden poletov. 20 marca, zadnji dan tekmovanja, je Bogdan Norčič v poizkusni seriji z rokami podrsal pri dolžini svetovnega rekorda 181 metrih. Avstrijec Reinhold Bachler pa je zmagal tridnevno tekmovanje, v končni rezultat pa je štel najboljši skok vsakega dneva.
Leta 1979, je Planica že drugič gostila svetovno prvenstvo v poletih pred skupno 115.000 gledalci. Uporabili pa so zapleten sistem točkovanja, kjer so v končni seštevek šteli po 2 od 4 najboljših poletov in pa povprečje vseh štirih. Imeli so veliko težav saj je zaradi toplega vremena v petek v izteku stala voda. Tako se je tekmovanje začelo šele v soboto 17. marca, ko je vzhodni nemec Axel Zitzmann padel pri 179 metrih, dolžini svetovnega rekorda. Naslednji in zadnji dan tekmovanja je Klaus Ostwald izenačil tri leta star svetovni rekord na 176 metrov. Armin Kogler pa je postal svetovni prvak. Avseniki pa so prvič predstavili skladbo "Planica, Planica".

### 1985: Rekorden obisk Planice s skupno 150.000 gledalci
Leta 1984, ob 50. obletnici Planice, se je organizacijski komite odločil za modernizacijo in povečavo. Glavnina del je bila opravljena poleti in spomladi '84, seveda z izdatno pomočjo jugoslovanske vojske, prostovoljcev in pa tudi raznih delovnih organizacij pod vodstvom bratov Gorišek. Na doskočišče in hrbtišče so izkopali navozili 1500 m3 materiala, iz zaletišča pa so izkopali 300 kubikov. Stari leseni vrh naleta so nadomestili z železno konstrukcijo, odskočno mizo pa so potisnili 5 metrov nazaj. Kalkulacijsko točko so pomaknili iz K165 na K185.
Leta 1985, je Planica gostilo 8. svetovno prvenstvo v poletih, z rekordnim skupnim in rekordnim dnevnim obiskom in z enim od največjih zborovanj v zgodovini Slovenije. V treh dneh se je v Planici zbralo skupaj kar 150.000 ljudi, v soboto pa tudi rekorden dnevni obisk 80.000 ljudi. Smo pa že na petkovem uradnem treningu smo videli kar tri svetovne rekorde; postavili sta jih  za kratek čas Mike Holland (186 metrov) in Matti Nykänen (187 in 191 metrov). Nykänen ki je postal svetovni prvak, je s svojim zadnjim svetovnim rekordom povzročil velik preplah pri vodilnih možeh FIS in povzročil revolucijo v smučarskih poletih. Hoteli so ustaviti lov na rekordne daljave zato so naslednje leto uvedli pravilo, ki ni priznavalo in točkovalo poletov daljših od 191 metrov. Za to odločitvijo je stal Torbjørn Yggeseth, ustanovitelj svetovnega pokala, tehnični delegat in visok funkcionar.
Dolgoletni planiški režiser Stane Škodlar, je iskal glasbeno podlago za počasne posnetke in izbral elektronsko skladbo "Andromeda", instrumentalno mojstrovino Mihe Kralja. Ta je bila v uporabi vse do leta 1994.

### 1987: Zadnji svetovni rekord v paralelni tehniki
Leta 1987, je letalnica prvič gostila svetovni pokal pred 100.000 gledalci. Že na petkovem uradnem treningu pred 10.000 gledalci, je Andreas Felder podrsal pri dolžini svetovnega rekorda 192 metrov. Naslednji dan je Piotr Fijas v tretji seriji, pred 40.000 gledalci, postavil zadnji svetovni rekord v paralelni tehniki, ko je pristal pri 194 metrih. Takoj po tem rekordnem poletu, so serijo razveljavili in ponovili, kjer je Felder skočil 191 metrov in zmagal sobotno tekmovanje. Fijasov rekord je bil uradno priznan šele 7 let kasneje ko so umaknili nerazumno pravilo. Zadnji dan pred 50.000 gledalci je Vegard Opaas poletel 193 metrov, a so serijo po tem poletu prekinili in razglasili uradne rezultate, zmagal pa je Ole Gunnar Fidjestøl z poletom 190 metrov.

### 1991: Najdaljši paralelni polet vseh časov, a z dotikom
23. marca 1991, je André Kiesewetter v 2. seriji poletel 196 m v paralelni tehniki, kar je najdaljši polet v tej tehniki vseh časov, a je pri tem podrsal z roko. V tretji seriji sta Stephan Zünd in Kiesewetter pristala pri 191 metrih. Naslednji dan je Ralph Gebstedt v zadnji seriji pristal pri 190 m in zmagal edinkrat v karieri.

### 1994: Goldi z podrsom prvi v zgodovini čez 200 m. Nieminen uradno prvi
Leta 1994 je Planica že drugič pisala zgodovino, po prvem poletu v zgodovini preko sto metrov, zdaj še prvi polet v zgodovini preko 200 metrov. Planica je že četrtič gostila svetovno prvenstvo v poletih, ki je hkrati po posamičnih dneh štelo tudi za točke svetovnega pokala, kot je to veljalo v 1990ih. 
Tekmovanje je zaznamovalo toplo vreme, močan veter in pomanjkanje snega, ki so ga z bližnjih vrhov navažali kar s helikopterji. Tik pred zdajci pa so morali zaradi prevelike višine na puklu na zahtevo FIS, teren umetno dvigniti z pravokotno stisnjenimi balami sena. Začelo se je že z četrkovim prostim treningom, ko je Martin Höllwarth po 7 letih postavil nov svetovni rekord pri 196 metrih, kmalu zatem pa je Goldberger kot prvi preletel to znamko, a pri tem podrsal. Samo nekaj minut za njim je to uspelo  Toniju Nieminenu, ki je kot prvi obstal na nogah preko magične meje. Naslednji dan, na uradnem treningu je Christof Duffner najprej padel pri dolžini svetovnega rekorda 207 metrov, kmalu za njim pa je Espen Bredesen pri 209 metrih postavil nov svetovni rekord, ki je vzdržal naslednja tri leta. Prvi dan tekmovanja zaradi močnega vetra pred 30.000 ljudmi niso izvedli niti enega skoka.
Zadnji dan v nedeljo jim je vendarle uspelo izpeljati tekmo, svetovni prvak je postal Jaroslav Sakala. Priča smo bili velikemu fairplayu, ki je samo razkril vso bedo takratnega pravila, ki ni priznavalo in točkovalo poletov daljših od 191 metrov. Espen Bredesen je bil sicer uradno drugi, a je Cecon uradno tretji, poletel 199 metrov in bi v normalnih pogojih situacija bila obratna. Bredesen je na tiskovni konferenci svojo srebrno medaljo zamenjal z bronasto Roberta Cecona. Nesmiselno pravilo je bilo tako na jesenskem zasedanju FIS dokončno ukinjeno.

### 1997: Peterka osvojil prvi veliki globus, nemški fairplay, 130.000 ljudi
Leta 1997 je po zaslugi Primoža Peterke, ki se je s Dietrom Thomo boril za sploh prvi veliki (zimski) globus v zgodovini Slovenije, v Sloveniji zavladala prava skakalna histerija, z rekordnim televizijskim avditorijem in tudi z izjemnim obiskom samih tekem. Skoraj bi se zalomilo na petkovih kvalifikacijah, ko je Peterka padel in se lažje poškodoval, na prošnjo Jelka Grosa pa mu je po izjemni fairplay potezi pomagal ravno nemški fizioterapevt, ki je skrbel za njegovega glavnega tekmeca Dietra Thomo. Skupaj se je v treh dneh zbralo kar 130.000 gledalcev, to je drugi največji obisk v zgodovini Planice. 
Na sobotni tekmi, kjer se je zbralo skoraj 70.000 gledalcev, je odločala o skupni zmagi, v poizkusni seriji pa smo videli tudi dva svetovna rekorda 210 in 212 metrov, ki sta ju postavila Espen Bredesen in Lasse Ottesen. Kasneje je Dieter Thoma padel pri dolžini svetovnega rekorda 213 metrov. Peterka pa je osvojil veliki kristalni globus. Na pobudo Staneta Škodlarja, dolgoletnega planiškega režiserja, ki je iskal novo glasbeno podlago za počasne posnetke, je priznani slovenski skladatelj Jani Golob napisal instrumental, ki je v uporabi od leta 1997.

### 1999: Schmitt in Ingebrigtsen postavila svetovni rekord
Leta 1999 so bile na sporedu tri posamične tekme svetovnega pokala, ki jih je obiskalo preko 80.000 ljudi. Postavljena sta bila dva svetovna rekorda; najprej je Martin Schmitt padel pri dolžini svetovnega rekorda 219 metrov in ga nato uradno postavil z obstankom na nogah pri 214,5 metrih; Tommy Ingebrigtsen pa ga je izboljšal na 219,5 metra, slednji polet pa iz neznanih razlogov obstaja samo v počasnem posnetku.

### 2000: Hörl in Goldberger sta izboljšala svetovni rekord
16. marca 2000, med uradnim treningom je do tedaj povsem neznani avstrijski skakalec Thomas Hörl, postavil nov svetovni rekord pri 224,5 metra, ki je vzdržal le dva dni do prve ekipne tekme v zgodovini letalnic. Ko je Andreas Goldberger izboljšal svetovni rekord na 225 metrov.

### 2003: Doseženi kar štirje novi svetovni rekordi
Leta 2003, ko se je v štirih dneh zbralo skupaj 120.000 ljudi, so bili postavljeni štirje svetovni rekordi. Adam Małysz je izenačil rekord na 225 metrov, Matti Hautamäki pa ga je kar trikrat izboljšal na 227.5, 228 in 231 metrov. Veli Matti Lindström pa je podrsal pri 232,5 metra.

### 2005: Super nedelja z štirimi svetovnimi rekordi
20. marca 2005, na super nedeljo, v precej oblačnem vremenu, smo bili priča izjemni finalni seriji v kateri so bili doseženi zadnji štirje planiški svetovni rekordi: Tommy Ingebrigtsen je najprej izenačil na 231 metrov, Matti Hautamäki na 235.5 metrov, Bjørn Einar Romøren pa ga je izboljšal kar dvakrat najprej na 234.5 in potem še na 239 metrov. Janne Ahonen je čisto na koncu padel pri 240 metrih.

### 2010: Planica je že šestič gostila svetovno prvenstvo
Leta 2010 so v Planici zgradili novo sedežnico, obnovili sodniški stolp ter razširili doskočišče. Znižali so tudi naklon na odskočni mizi in profil, tako da lahko letalci letijo varneje in nižje nad doskočiščem. Vse to je bilo nujno potrebno, da je organizator sploh lahko obdržal tekme in zadostil standardom zveze FIS. Planica je svetovno prvenstvo gostila že šestič. Švicarski skakalec Simon Ammann je v dveh dneh v skupno štirih serijah z veliko prednostjo osvojil naslov svetovnega prvaka v poletih, še enega zadnjih manjkajočih naslovov v njegovi bogati karieri. Ekipni svetovni prvaki so v dveh serijah postali Avstrijci. Zadnji dan posamičnega tekmovanja se je zbralo kar 55.000, v celem tednu pa 82.000 gledalcev.

### 2015: Prenovljena letalnica, drama za veliki globus
Po finalu leta 2013 so se lotili prenove letalnice. Reonstrukcija je obsegala povečanje kritične točke iz K185 na K200 in velikosti letalnice iz HS215 na HS225 ter razširitev za dva metra. Star nalet iz jekla so podrli in ga nadomestili z novim betonskim, mizo pa so premaknili za 12 metrov nazaj. Prav tako so višinsko razliko od mize do izteka povečali iz 130 na 135 metrov. Prenovo so opravili pod nadzorom direktorja planiškega centra Jelka Grosa, za konstrukcijo pa sta odgovorna Janez Gorišek in njegov sin Sebastjan. Cilj prenove je bil narediti letalnico, ki bo omogočala polete pri 250 metrih in še dlje. Krstna tekma na prenovljeni letalnici je bila izpeljana v ponedeljek, 16. marca 2015.
Na prvi tekmi na prenovljeni letalnici so povsem dominirali slovenski letalci, predvsem v režiji Petra Prevca in Jurija Tepeša in so dobili tako ekipno kot tudi obe posamični tekmi z dvojno zmago. Obenem sta Prevc in Tepeš postala šesti in sedmi skakalec v zgodovini, ki sta izvedla idealni skok ocenjen s samimi dvajseticami. Zadnji dan vse do zadnjega skoka se ni vedelo kdo bo osvojil veliki kristalni globus ali Prevc ali Freund. Na koncu ga je ob istem številu točk osvojil slednji, saj je v sezoni zbral več posamičnih zmag. Zmagal pa je Tepeš, na katerega se je vsul plaz kritik in medijski stampedo, saj je z izrednim poletom 244 metrov na koncu premagal Prevca in mu s tem onemogočil veliki kristalni globus.

### 2016: Prevc osvojil veliki globus, 111 tisoč gledalcev
Leto 2016 je bilo za Planico še eno izjemno leto, ko je po Peterki spet zavladala izjemna evforija, ko se je skupaj zbralo kar 111.000 gledalcev, da pospremi skupno zmago Prevca, ki je v tej rekordni sezoni zabeleležil 15 posamičnih zmag. Na začetku med preizkusom letalnice, pa je Tilen Bartol padel pri 252 metrih, takrat drugem najdaljšem poletu vseh časov in pol metra dlje od veljavnega svetovnega rekorda.

### 2018: Schlierenzauer podrsal pri dolžini svetovnega rekorda
22. marca 2018 je avstrijski skakalec Gregor Schlierenzauer z rokami podrsal pri (neveljavni) izenačeni dolžini svetovnega rekorda 253.5 metra.
24. marca 2019 je Rjoju Kobajaši z rekord skakalnice pri 252 metrih (drugem najdaljšem poletu vseh časov) osvojil prvi veliki globus za Japonsko.

### 2020: SP prestavljeno na december. Poleti v Planici prvič pod reflektorji
Leta 2020, je bilo 26. Svetovno prvenstvo v smučarskih poletih, rekordno sedmo v Planici, sprva planirano za marec, a so ga kot vse drugo, zaradi začetka pandemije COVID-19 prestavili na december, zelo nenavaden termin za polete, ki v moderni dobi v tem času še nikoli niso potekali. Poleti v Planici so prvič in edinkrat doslej izjemoma potekali pod reflektorji (montažnimi), z tekmami v večernem terminu in brez gledalcev.
Leta 2021 so bile marčevske tekme zaradi covida spet brez gledalcev. Videli smo kar 4 tekme, saj so nadomestili odpadlo tekmo iz Nemčije.

### 2022: Jelar osvojil mali kristalni globus v poletih
Leta 2022 je na petkovi tekmi prvič v svetovnem pokalu zmagal Žiga Jelar, v tej sezoni pa je osvojil tudi mali kristalni globus v poletih.

### 2023: Tekme svetovnega pokala prvič v zgodovini v aprilu
Leta 2023 so bile vse tri tekme na začetku aprila, še nikoli v zgodovini svetovnega pokala tako pozno. Prav na zadnji dan sezone je v Planici svojo prvo in edino zmago doslej slavil Timi Zajc, ki je en mesec prej tudi v Planici, na Bloudkovi velikanki postal svetovni prvak na veliki skakalnici.

### 2024: Peter Prevc z zmago končal zelo bogato kariero
Leta 2024 je že na petkovi popoldanski tekmi Peter Prevc kot piko na i svoji karieri končal z 24. zmago, zadnjo v svetovnem pokalu in četrto na planiški letalnici. V nedeljo so mu za slovo še pripravili spektakularno in zelo ganljivo slovesnost ob koncu njegove zelo uspešne profesionalne poti.

### 2025: Domen Prevc po 14 letih vrnil svetovni rekord v Planico
30. marca 2025, na zadnji dan in predzadnji polet sezone, je na veliko navdušenje 17.000-glave množice, Domen Prevc po dvajsetih letih v Planici spet postavil svetovni rekord pri 254,5 metra. In ga po letu 2011, ko ga je zibelki poletov z takrat povsem prenovljeno letalnico speljal zadnja leta večni rival, norveški Vikersund, vrnil nazaj domov. Planico je letos zaznamoval dež, v štirih dneh jo je obiskalo okrog 65.000 ljudi, manj od pričakovanj. Na petkovi tekmi je prvič v Planici slavil Domen Prevc, v nedeljo pa je po pravi drami in kljub rekordu Prevca, prvič v Planici zmagal še Anže Lanišek. Proračun je znašal 3,5 milijona evrov. Vsaj del dogajanja si je ogledalo 947.000 različnih gledalcev, svetovni rekord pa 700.900 gledalcev. Nedeljska posamična tekma je bila najbolj gledana vsebina vseh slovenskih televizij v letu 2025 in najbolj gledana tekma v Planici zadnjih nekaj let.

## Tekmovanja
Skoraj 2,7 millijona gledalcev si je od odprtja leta 1969, v živo ogledalo polete pod Poncami. (vir: Delo, RTV, Gorenjski glas)
| Leto                                                                   | Datum                       | Velikost                    | Zmagovalec                                                                      | Drugi                                                                           | Tretji                                                                          | Obisk             |
| ---------------------------------------------------------------------- | --------------------------- | --------------------------- | ------------------------------------------------------------------------------- | ------------------------------------------------------------------------------- | ------------------------------------------------------------------------------- | ----------------- |
| ↓ K.O.P. Teden smučarskih poletov ↓                                    |                             |                             |                                                                                 |                                                                                 |                                                                                 |                   |
| 1969                                                                   | 21.–23. marec               | K153                        | Jiří Raška                                                                      | Bjørn Wirkola                                                                   | Manfred Wolf                                                                    | 95.000            |
| ↓ Svetovno prvenstvo v smučarskih poletih 1972 ↓                       |                             |                             |                                                                                 |                                                                                 |                                                                                 |                   |
| 1972                                                                   | 25. marec                   | K165                        | Walter Steiner                                                                  | Heinz Wosipiwo                                                                  | Jiří Raška                                                                      | 110.000           |
| ↓ K.O.P. Teden smučarskih poletov ↓                                    |                             |                             |                                                                                 |                                                                                 |                                                                                 |                   |
| 1974                                                                   | 15.–17. marec               | K165                        | Walter Steiner                                                                  | Esko Rautionaho                                                                 | Dag Fossum                                                                      | 115.000           |
| 1977                                                                   | 18.–20. marec               | K165                        | Reinhold Bachler                                                                | Thomas Meisinger                                                                | Ladislav Jirásko                                                                | 50.000            |
| ↓ Svetovno prvenstvo v smučarskih poletih 1979 ↓                       |                             |                             |                                                                                 |                                                                                 |                                                                                 |                   |
| 1979                                                                   | 17.–18. marec               | K165                        | Armin Kogler                                                                    | Axel Zitzmann                                                                   | Piotr Fijas                                                                     | 115.000           |
| ↓ Svetovno prvenstvo v smučarskih poletih 1985 ↓                       |                             |                             |                                                                                 |                                                                                 |                                                                                 |                   |
| 1985                                                                   | 16.–17. marec               | K185                        | Matti Nykänen                                                                   | Jens Weißflog                                                                   | Pavel Ploc                                                                      | 150.000           |
| ↓ FIS Svetovni pokal ↓                                                 |                             |                             |                                                                                 |                                                                                 |                                                                                 |                   |
| 1987                                                                   | 14. marec                   | K185                        | Andreas Felder                                                                  | Ole Gunnar Fidjestøl                                                            | Thomas Klauser                                                                  | 100.000           |
| 1987                                                                   | 15. marec                   | K185                        | Ole Gunnar Fidjestøl                                                            | Matjaž Zupan                                                                    | Piotr Fijas                                                                     | 100.000           |
| 1991                                                                   | 23. marec                   | K185                        | Staffan Tällberg                                                                | Stephan Zünd                                                                    | André Kiesewetter                                                               | 80.000            |
| 1991                                                                   | 24. marec                   | K185                        | Ralph Gebstedt                                                                  | Stefan Horngacher                                                               | Dieter Thoma                                                                    | 80.000            |
| ↓ Svetovno prvenstvo v smučarskih poletih 1994 in FIS Svetovni pokal ↓ |                             |                             |                                                                                 |                                                                                 |                                                                                 |                   |
| 1994                                                                   | 19. marec                   | K185                        | zaradi močnega vetra odpadel 1. dan prvenstva in hkrati tekma svetovnega pokala | zaradi močnega vetra odpadel 1. dan prvenstva in hkrati tekma svetovnega pokala | zaradi močnega vetra odpadel 1. dan prvenstva in hkrati tekma svetovnega pokala | 90.000            |
| 1994                                                                   | 20. marec                   | K185                        | Jaroslav Sakala                                                                 | Espen Bredesen                                                                  | Roberto Cecon                                                                   | 90.000            |
| 1994                                                                   | Končni rezultat (20. marec) | Končni rezultat (20. marec) | Jaroslav Sakala                                                                 | Espen Bredesen                                                                  | Roberto Cecon                                                                   | 90.000            |
| ↓ FIS Svetovni pokal ↓                                                 |                             |                             |                                                                                 |                                                                                 |                                                                                 |                   |
| 1997                                                                   | 22. marec                   | K185                        | Takanobu Okabe                                                                  | Kazuyoshi Funaki                                                                | Jani Soininen                                                                   | 130.000           |
| 1997                                                                   | 23. marec                   | K185                        | Akira Higashi                                                                   | Primož Peterka                                                                  | Lasse Ottesen                                                                   | 130.000           |
| 1999                                                                   | 19. marec                   | K185                        | Martin Schmitt                                                                  | Kazuyoshi Funaki                                                                | Christof Duffner                                                                | 100.000           |
| 1999                                                                   | 20. marec                   | K185                        | Hideharu Miyahira                                                               | Martin Schmitt                                                                  | Noriaki Kasai                                                                   | 100.000           |
| 1999                                                                   | 21. marec                   | K185                        | Noriaki Kasai                                                                   | Hideharu Miyahira                                                               | Martin Schmitt                                                                  | 100.000           |
| 2000                                                                   | 18. marec                   | K185                        | Nemčija                                                                         | Finska                                                                          | Japonska                                                                        | N/A               |
| 2000                                                                   | 19. marec                   | K185                        | Sven Hannawald                                                                  | Janne Ahonen                                                                    | Andreas Goldberger                                                              | N/A               |
| 2001                                                                   | 17. marec                   | K185                        | Finska                                                                          | Avstrija                                                                        | Japonska                                                                        | 60.000            |
| 2001                                                                   | 18. marec                   | K185                        | Martin Schmitt                                                                  | Risto Jussilainen                                                               | Tommy Ingebrigtsen                                                              | 60.000            |
| 2002                                                                   | 23. marec                   | K185                        | Finska                                                                          | Nemčija                                                                         | Avstrija                                                                        | 90.000            |
| 2002                                                                   | 24. marec                   | K185                        | zaradi močnega vetra odpadla posamična tekma                                    | zaradi močnega vetra odpadla posamična tekma                                    | zaradi močnega vetra odpadla posamična tekma                                    | 90.000            |
| 2003                                                                   | 21. marec                   | K185                        | Finska                                                                          | Norveška                                                                        | Avstrija                                                                        | 120.000           |
| 2003                                                                   | 22. marec                   | K185                        | Matti Hautamäki                                                                 | Adam Małysz                                                                     | Martin Höllwarth                                                                | 120.000           |
| 2003                                                                   | 23. marec                   | K185                        | Matti Hautamäki                                                                 | Sven Hannawald                                                                  | Hideharu Miyahira                                                               | 120.000           |
| ↓ Svetovno prvenstvo v smučarskih poletih 2004 ↓                       |                             |                             |                                                                                 |                                                                                 |                                                                                 |                   |
| 2004                                                                   | 20.–21. februar             | K185                        | Roar Ljøkelsøy                                                                  | Janne Ahonen                                                                    | Tami Kiuru                                                                      | 65.000            |
| 2004                                                                   | 22. februar                 | K185                        | Norveška                                                                        | Finska                                                                          | Avstrija                                                                        | 65.000            |
| ↓ FIS Svetovni pokal ↓                                                 |                             |                             |                                                                                 |                                                                                 |                                                                                 |                   |
| 2005                                                                   | 19. marec                   | HS215                       | Matti Hautamäki                                                                 | Andreas Widhölzl                                                                | Bjørn Einar Romøren                                                             | 70.000            |
| 2005                                                                   | 20. marec                   | HS215                       | Bjørn Einar Romøren                                                             | Roar Ljøkelsøy                                                                  | Andreas Widhölzl                                                                | 70.000            |
| 2006                                                                   | 18. marec                   | HS215                       | Bjørn Einar Romøren                                                             | Roar Ljøkelsøy                                                                  | Martin Koch                                                                     | 56.000            |
| 2006                                                                   | 19. marec                   | HS215                       | Janne Happonen                                                                  | Martin Koch                                                                     | Robert Kranjec                                                                  | 56.000            |
| 2007                                                                   | 23. marec                   | HS215                       | Adam Małysz                                                                     | Simon Ammann                                                                    | Jernej Damjan                                                                   | 50.000            |
| 2007                                                                   | 24. marec                   | HS215                       | Adam Małysz                                                                     | Anders Jacobsen                                                                 | Martin Koch                                                                     | 50.000            |
| 2007                                                                   | 25. marec                   | HS215                       | Adam Małysz                                                                     | Simon Ammann                                                                    | Martin Koch                                                                     | 50.000            |
| 2008                                                                   | 14. marec                   | HS215                       | Gregor Schlierenzauer                                                           | Janne Ahonen                                                                    | Bjørn Einar Romøren                                                             | 57.000            |
| 2008                                                                   | 15. marec                   | HS215                       | Norveška                                                                        | Finska                                                                          | Avstrija                                                                        | 57.000            |
| 2008                                                                   | 16. marec                   | HS215                       | Gregor Schlierenzauer                                                           | Martin Koch                                                                     | Janne Happonen                                                                  | 57.000            |
| 2009                                                                   | 20. marec                   | HS215                       | Gregor Schlierenzauer                                                           | Adam Małysz                                                                     | Dimitrij Vasiljev                                                               | 65.000            |
| 2009                                                                   | 21. marec                   | HS215                       | Norveška                                                                        | Poljska                                                                         | Rusija                                                                          | 65.000            |
| 2009                                                                   | 22. marec                   | HS215                       | Harri Olli                                                                      | Adam Małysz                                                                     | Simon Ammann Robert Kranjec                                                     | 65.000            |
| ↓ Svetovno prvenstvo v smučarskih poletih 2010 ↓                       |                             |                             |                                                                                 |                                                                                 |                                                                                 |                   |
| 2010                                                                   | 19.–20. marec               | HS215                       | Simon Ammann                                                                    | Gregor Schlierenzauer                                                           | Anders Jacobsen                                                                 | 82.000            |
| 2010                                                                   | 21. marec                   | HS215                       | Avstrija                                                                        | Norveška                                                                        | Finska                                                                          | 82.000            |
| ↓ FIS Svetovni pokal ↓                                                 |                             |                             |                                                                                 |                                                                                 |                                                                                 |                   |
| 2011                                                                   | 18. marec                   | HS215                       | Gregor Schlierenzauer                                                           | Thomas Morgenstern                                                              | Martin Koch                                                                     | 43,500            |
| 2011                                                                   | 19. marec                   | HS215                       | Avstrija                                                                        | Norveška                                                                        | Slovenija                                                                       | 43,500            |
| 2011                                                                   | 20. marec                   | HS215                       | Kamil Stoch                                                                     | Robert Kranjec                                                                  | Adam Małysz                                                                     | 43,500            |
| 2012                                                                   | 16. marec                   | HS215                       | Robert Kranjec                                                                  | Simon Ammann                                                                    | Martin Koch                                                                     | 60.000            |
| 2012                                                                   | 17. marec                   | HS215                       | Avstrija                                                                        | Norveška                                                                        | Nemčija                                                                         | 60.000            |
| 2012                                                                   | 18. marec                   | HS215                       | Martin Koch                                                                     | Simon Ammann                                                                    | Robert Kranjec                                                                  | 60.000            |
| 2013                                                                   | 22. marec                   | HS215                       | Gregor Schlierenzauer                                                           | Peter Prevc                                                                     | Piotr Żyła                                                                      | 55.000            |
| 2013                                                                   | 23. marec                   | HS215                       | Slovenija                                                                       | Norveška                                                                        | Avstrija                                                                        | 55.000            |
| 2013                                                                   | 24. marec                   | HS215                       | Jurij Tepeš                                                                     | Rune Velta                                                                      | Peter Prevc                                                                     | 55.000            |
| 2015                                                                   | 20. marec                   | HS225                       | Peter Prevc                                                                     | Jurij Tepeš                                                                     | Stefan Kraft                                                                    | 67.000            |
| 2015                                                                   | 21. marec                   | HS225                       | Slovenija                                                                       | Avstrija                                                                        | Norveška                                                                        | 67.000            |
| 2015                                                                   | 22. marec                   | HS225                       | Jurij Tepeš                                                                     | Peter Prevc                                                                     | Rune Velta                                                                      | 67.000            |
| 2016                                                                   | 17. marec 2016              | HS225                       | Peter Prevc                                                                     | Johann André Forfang                                                            | Robert Kranjec                                                                  | 111.000           |
| 2016                                                                   | 18. marec 2016              | HS225                       | Robert Kranjec                                                                  | Peter Prevc                                                                     | Johann André Forfang                                                            | 111.000           |
| 2016                                                                   | 19. marec 2016              | HS225                       | Norveška                                                                        | Slovenija                                                                       | Avstrija                                                                        | 111.000           |
| 2016                                                                   | 20. marec 2016              | HS225                       | Peter Prevc                                                                     | Robert Kranjec                                                                  | Johann André Forfang                                                            | 111.000           |
| 2017                                                                   | 24. marec                   | HS225                       | Stefan Kraft                                                                    | Andreas Wellinger                                                               | Markus Eisenbichler                                                             | 75.000            |
| 2017                                                                   | 25. marec                   | HS225                       | Norveška                                                                        | Nemčija                                                                         | Poljska                                                                         | 75.000            |
| 2017                                                                   | 26. marec                   | HS225                       | Stefan Kraft                                                                    | Andreas Wellinger                                                               | Noriaki Kasai                                                                   | 75.000            |
| 2018                                                                   | 23. marec                   | HS240                       | Kamil Stoch                                                                     | Johann André Forfang                                                            | Stefan Kraft                                                                    | 58,400            |
| 2018                                                                   | 24. marec                   | HS240                       | Norveška                                                                        | Nemčija                                                                         | Slovenija                                                                       | 58,400            |
| 2018                                                                   | 25. marec                   | HS240                       | Kamil Stoch                                                                     | Stefan Kraft                                                                    | Daniel-André Tande                                                              | 58,400            |
| 2019                                                                   | 22. marec                   | HS240                       | Markus Eisenbichler                                                             | Rjoju Kobajaši                                                                  | Piotr Żyła                                                                      | 63,400            |
| 2019                                                                   | 23. marec                   | HS240                       | Poljska                                                                         | Nemčija                                                                         | Slovenija                                                                       | 63,400            |
| 2019                                                                   | 24. marec                   | HS240                       | Rjoju Kobajaši                                                                  | Domen Prevc                                                                     | Markus Eisenbichler                                                             | 63,400            |
| ↓ Svetovno prvenstvo v smučarskih poletih 2020 ↓                       |                             |                             |                                                                                 |                                                                                 |                                                                                 |                   |
| 2020                                                                   | 20.–21. marec               | HS240                       | odpovedano zaradi pandemije COVID; prestavljeno na 11.–13. december             | odpovedano zaradi pandemije COVID; prestavljeno na 11.–13. december             | odpovedano zaradi pandemije COVID; prestavljeno na 11.–13. december             | odpadlo           |
| 2020                                                                   | 22. marec                   | HS240                       | odpovedano zaradi pandemije COVID; prestavljeno na 11.–13. december             | odpovedano zaradi pandemije COVID; prestavljeno na 11.–13. december             | odpovedano zaradi pandemije COVID; prestavljeno na 11.–13. december             | odpadlo           |
| 2020                                                                   | 11.–12. december            | HS240                       | Karl Geiger                                                                     | Halvor Egner Granerud                                                           | Markus Eisenbichler                                                             | ni bilo gledalcev |
| 2020                                                                   | 13. december                | HS240                       | Norveška                                                                        | Nemčija                                                                         | Poljska                                                                         | ni bilo gledalcev |
| ↓ FIS Svetovni pokal ↓                                                 |                             |                             |                                                                                 |                                                                                 |                                                                                 |                   |
| 2021                                                                   | 25. marec                   | HS240                       | Rjoju Kobajaši                                                                  | Markus Eisenbichler                                                             | Karl Geiger                                                                     | ni bilo gledalcev |
| 2021                                                                   | 26. marec                   | HS240                       | Karl Geiger                                                                     | Rjoju Kobajaši                                                                  | Bor Pavlovčič                                                                   | ni bilo gledalcev |
| 2021                                                                   | 27. marec                   | HS240                       | močan veter; odpovedano sredi prve serije; nadomeščena 28. marca                | močan veter; odpovedano sredi prve serije; nadomeščena 28. marca                | močan veter; odpovedano sredi prve serije; nadomeščena 28. marca                | ni bilo gledalcev |
| 2021                                                                   | 28. marec                   | HS240                       | Nemčija                                                                         | Japonska                                                                        | Avstrija                                                                        | ni bilo gledalcev |
| 2021                                                                   | 28. marec                   | HS240                       | Karl Geiger                                                                     | Rjoju Kobajaši                                                                  | Markus Eisenbichler                                                             | ni bilo gledalcev |
| 2022                                                                   | 25. marec                   | HS240                       | Žiga Jelar                                                                      | Peter Prevc                                                                     | Anže Lanišek                                                                    | 60,000            |
| 2022                                                                   | 26. marec                   | HS240                       | Slovenija                                                                       | Norveška                                                                        | Avstrija                                                                        | 60,000            |
| 2022                                                                   | 27. marec                   | HS240                       | Marius Lindvik                                                                  | Jukija Sato                                                                     | Peter Prevc                                                                     | 60,000            |
| 2023                                                                   | 31. marec                   | HS240                       | zaradi vetra posamična tekma prestavljena na naslednji dan                      | zaradi vetra posamična tekma prestavljena na naslednji dan                      | zaradi vetra posamična tekma prestavljena na naslednji dan                      | 56,000            |
| 2023                                                                   | 1. april                    | HS240                       | Stefan Kraft                                                                    | Anže Lanišek                                                                    | Piotr Żyła                                                                      | 56,000            |
| 2023                                                                   | 1. april                    | HS240                       | Avstrija                                                                        | Slovenija                                                                       | Norveška                                                                        | 56,000            |
| 2023                                                                   | 2. april                    | HS240                       | Timi Zajc                                                                       | Anže Lanišek                                                                    | Stefan Kraft                                                                    | 56,000            |
| 2024                                                                   | 22. marec                   | HS240                       | Peter Prevc                                                                     | Daniel Huber                                                                    | Johann André Forfang                                                            | 69,986            |
| 2024                                                                   | 23. marec                   | HS240                       | Avstrija                                                                        | Slovenija                                                                       | Norveška                                                                        | 69,986            |
| 2024                                                                   | 24. marec                   | HS240                       | Daniel Huber                                                                    | Domen Prevc                                                                     | Aleksander Zniszczoł                                                            | 69,986            |
| 2025                                                                   | 28. marec                   | HS240                       | Domen Prevc                                                                     | Anže Lanišek                                                                    | Rjoju Kobajaši                                                                  | 65,000            |
| 2025                                                                   | 29. marec                   | HS240                       | Avstrija                                                                        | Nemčija                                                                         | Slovenija                                                                       | 65,000            |
| 2025                                                                   | 30. marec                   | HS240                       | Anže Lanišek                                                                    | Domen Prevc                                                                     | Andreas Wellinger                                                               | 65,000            |